# NG La Banda
NG La Banda ist eine kubanische Musikgruppe, die vom Flötisten und Ex-Mitglied von Irakere José Luis Cortés (1951–2022) gegründet wurde. 
NG steht für „nueva generación“ (span.: neue Generation). Der bekannte Solosänger Issac Delgado sang von 1988 bis 1991 für die Band.
NG La Banda machen Salsa, Timba und Latin Jazz, sind aber vor allem mit Timba bekannt geworden.

## Diskographie
- 1988 No Te Compliques
- 1989 En la calle
- 1990 No Se Puede Tapar el Sol
- 1992 NG En La Calle Otra Vez (and other mysteries)
- 1993 NG En Vivo
- 1993 Échale Limón
- 1993 Para Curaçao
- 1994 La Que Manda
- 1994 La Bruja
- 1995 En Directo Desde el Patio de Mi Casa
- 1996 De Allá Pa’ Acá
- 1996 La Cachimba
- 1998 Veneno
- 2000 Baila Conmigo
- 2010 Mis 22 años